# Варвари
Първоначално варвари е определение, използвано за чужденци, които не споделят установената култура или степента на изтънченост на използващия термина. Думата произлиза от гръцката дума за варварин – βάρβαρος. Латинското име е barbarus в същото значение (чужденец, непознат). Интересното е, че съвременният френски има думата barbare, която значава „жесток, варварски“ и много прилича на друга дума – barbe (брада). Според езиковеди сходството съвсем не е случайно. Древните гърци са предпочитали да носят спретнати малки бради, които са накъдрени и намазани с ароматни масла. Северните племена изглеждали страшно със своите дълги, буйни бради.
За пръв път думата „варвари“ е използвана от Омир, който нарича племето кари буквално „варварофони“, сиреч „варвароезични“. Варварски се използва в елинския смисъл и от Павел в Новия завет (Римляни (1:14), (Колосяни (3:11)), за да опише негърци. В неговите писания думата се използва в модерното ѝ значение (по-близко до „диваци“).
Терминът е често срещан в историята. Много народи са отхвърляли чужди култури или дори съпернически цивилизации като „варварски“. Гърците са се възхищавали на скитите и източните гали като геройски народи, но са смятали културата им за варварска. Римляните са считали номадските германски племена, заселилите се гали и нахлуващите хуни за варвари, без да правят особена разлика. За китайците хунну, татарите, тюрките, монголите, манджурите и европейците са варвари. В миналото, японците са наричали европейците намбан, буквално варвари от юга, тъй като португалските кораби акостирали на южните брегове (обратно, португалците са наричали японците маймуни).
Днес, варварин се използва най-често за описване на жестоки, примитивни или некултурни хора.
Във фентъзи романи, ролеви игри и др., варварите са смели, нецивилизовани воини, способни да атакуват с голяма физическа сила. Конан варваринът е може би най-известният пример.
За варварство на езика се говори при неправилно съставени думи примерно при солесизъм или малапропизъм.